# 哈拉苏站
哈拉苏站是位于内蒙古自治区呼伦贝尔市扎兰屯市卧牛河镇的一个铁路车站，邮政编码162694。车站建于1902年，有滨洲铁路经过该站，现办理客运货运业务，车站及其上下行区间均未电气化。车站距离哈尔滨站446公里，隶属哈尔滨铁路局，是四等站。